# Эджевит, Назлы
Фатма Назлы Эджевит (4 января 1900 — 14 августа 1985; Турция) — педагог и художница-реалист. Мать премьер-министра Турции Бюлента Эджевита.

## Молодость
Фатма Назлы родилась 4 января 1900 года в Стамбуле, в столице тогдашней Османской империи. Её предки по отцовской линии были военными, отец — полковник Эмин Саргут, а дед по материнской линии Кират Паша — помощник Османского султана. У семьи было боснийское происхождение.
После окончания в 1915 году Шапской педагогической школы для девочек (осман. Çapa İnas Dar-ül muallimat‎) по совету одной из первых турецких художниц Михри Мюшфик решила заниматься живописью.
В 1915—1922 годах училась в Школе изящных искусств для девочек Поскольку выпускные экзамены для Школы изобразительных искусств для девочек были отменены из-за турецкой войны за независимость, она получила сертификат преподавателя.
Назлы начала работать учительницей рисования в Бешикташской средней школе для девочек. Затем она последовала за родителями в Кастамону в Анатолии и приостановила свою карьеру художницы на 25 лет. Сначала она преподавала в Кастамону, а затем — в Болу и Измите.
Она вышла замуж в 1924 году и переехала в Анкару. Через год она родила сына Бюлента, который впоследствии стал лидером политической партии, а затем ещё четыре раза премьер-министром Турции. Она работала учителем рисования в музыкальной школе учителей, которая стала предшественницей Анкарской государственной консерватории Университета Хасеттепе. Кроме того, она преподавала в высшей школе Стамбула. Ее карьера учителя длилась 19 лет.

## Творческая деятельность
Эджевит вернулась к живописи в 1947 году. Она ещё в студенческие годы показывала свои работы на выставках в Галатасарае и стала выставляться снова после 1947 года. Она также проводила частные выставки.
Ее работы представляют симбиоз реалистического и импрессионистского стилей: Назлы испытала влияние «Союза изящных искусств», а в течение некоторого времени также являлась его председателем. Ее стиль напоминает стиль турецких художников 1930-х годов. У неё был отменный художественный вкус. После 1947 года она рисовала в основном пейзажи и натюрморты, сочетая мягкую и красочную чувствительность импрессионистского стиля в пейзажных картинах и объективный реалистичный взгляд на мир.
Ее импрессионизм основан на традициях военных художников Турции. С 1948 по 1975 год Эджевит почти каждый год выставляла свои работы на Государственной выставке искусств и скульптур. Писала она маслом, акварелью, мелками и углем. В 1975 году, в возрасте 75 лет, она была удостоена медали, присужденной Дирекцией Стамбульского археологического музея.

### Известные произведения
На аукционе, состоявшемся в Стамбуле в апреле 2000 года, картина Назлы Эджевита «Бебек» была продана коллекционеру за 12 миллиардов турецких лир на деньги того периода.
В 2003 году премьер-министр Турции того времени Реджеп Тайип Эрдоган, вступив в должность премьера и обновляя интерьер, попросил повесить её работу «Саладжак» в холле резиденции

## Кончина
В июне 1985 года Эджевит была госпитализирована в Стамбуле, где она жила, из-за проблем со здоровьем. Позже её перевели в Анкару, где проживал её сын Бюлент Эджевит. 14 августа 1985 года она скончалась в возрасте 85 лет в больнице Университета Хаджеттепе. Она была похоронена на кладбище Джебеджи Асри